# پیچ‌کاجیان
پیچ‌کاجیان (نام علمی: Pandanaceae) نام یک تیره از راسته پیچ‌کاجی‌سانان است.
پیچ‌کاجیان درختچه‌ای یا درختی دوپایه با ریشه‌های هوایی با حدود چهار سرده و ۷۰۰ گونه که در نواحی ساحلی یا باتلاقی گرمسیری یا نیمه‌گرمسیری برّ قدیم می‌رویند؛ این گیاهان در مجمع‌الجزایر مالایی و ملانِزی و ماداگاسکار فراوان یافت می‌شوند.